# Antonio Pérez Balada
Antonio Pérez Balada   (Nules, 15 d'octubre de 1919 - Nules, 7 de març de 2016) fou un futbolista castellonenc de la dècada de 1940.
Durant la seva carrera defensà els colors de CF Nules, CE Castelló, Atlètic de Madrid I València CF.

## Palmarès
València CF
- Copa del Rei de futbol
  - 1948-49
- Copa Eva Duarte
  - 1949